# Obchodní přirážka
Obchodní přirážka v ekonomii vyjadřuje procentuální (nikoliv absolutní) navýšení mezi náklady a prodejní cenou ekonomického statku (zboží, služby). Podnikatel prodává za vyšší cenu, než za kterou nakupuje, přičemž rozdíl mezi těmito cenami je zisk (bez započítání provozních nákladů). Obchodní přirážka je poměr mezi ziskem a nákupní cenou (ta představuje základ 100 %), a proto může být vyšší než 100 %. Marže je naopak počítána z prodejní ceny a hranici 100 % nepřekračuje.

## Příklady
U výpočtu obchodní přirážky je v čitateli zlomku rozdíl mezi prodejní a nákupní cenou (tj. zisk bez započítání provozních nákladů). Nákupní cena představuje základ (100 %), a je proto ve jmenovateli zlomku.
Výpočet je podle vzorce: {\displaystyle {\mathit {p{\check {r}}ir{\acute {a}}{\check {z}}ka}}={\frac {{\mathit {prodej}}-{\mathit {n{\acute {a}}kup}}}{\mathit {n{\acute {a}}kup}}}\cdot 100~\%} nebo také {\displaystyle {\mathit {p{\check {r}}ir{\acute {a}}{\check {z}}ka}}={\frac {\mathit {zisk}}{\mathit {n{\acute {a}}kup}}}\cdot 100~\%}

#### Konkrétní příklady:
- Pokud je nákupní cena zboží 50 Kč a je prodáváno za 60 Kč, je obchodní přirážka: {\displaystyle {\mathit {p{\check {r}}ir{\acute {a}}{\check {z}}ka}}={\frac {10}{50}}\cdot 100~\%=20~\%}
- Pokud je nákupní cena zboží 50 Kč a je prodáváno za 100 Kč, je obchodní přirážka: {\displaystyle {\mathit {p{\check {r}}ir{\acute {a}}{\check {z}}ka}}={\frac {50}{50}}\cdot 100~\%=100~\%}
- Pokud je nákupní cena zboží 50 Kč a prodejní 200 Kč, je obchodní přirážka: {\displaystyle {\mathit {p{\check {r}}ir{\acute {a}}{\check {z}}ka}}={\frac {150}{50}}\cdot 100~\%=300~\%}